# Centaurea corcubionensis
Centaurea corcubionensis — вид квіткових рослин айстрових (Asteraceae). Ендемік пн.-зх. Іспанії.

## Морфологічна характеристика
Ця багаторічна рослина сірувато-зеленого кольору, з волосяним покривом, виростає з кореня, дещо здерев'янілого біля основи. Стебла лежачі і розгалужені від основи 10–50 см, круглі або багатокутні в розрізі з 4–6 яскраво вираженими ребрами, здебільшого листяні, з більш-менш щільним павутинно-повстяним покривом. Листки розміром до 12 × 4 см, нижні з короткими черешками, решта сидячі, прогресивно менші до верхівки стебла; є більш або менш щільний волосяний покрив. Нижні стеблові листки ліровидно-перисто-розсічені, з 4–5 парами довгасто-еліптичних часток, цілокраї або лопатеві, всі тупі. Середні листки схожі, але перисторозсічені, з 2–5 парами часток. Верхні листки перистороздільні або перисторозсічені, з 1–3 парами часток, виключно цілокраї. Квітки згруповані в головчасті суцвіття: на диску двостатеві, на периферії стерильні, більші. Віночок у нейтральних квіток 20–30 мм, з білуватою трубкою і рожевою або рожево-фіолетовою пластинкою. Віночок двостатевих квіток 13–18 мм, з трубкою 6–8 мм, білуватий, з пластиною 8–10 мм, рожевий або рожево-фіолетовий. Цвіте з квітня по вересень. Ципсели циліндричної або оберненояйцюватої форми 3–4 мм, дещо стиснуті, світло-жовтого кольору, зовні коричневі. Папус світло-жовтого кольору, який стає коричневим після зрілості.

## Середовище
Він живе в прибережному середовищі, в заростях, таких як верес і дроки, в гранітних скелях, звернених до моря, завжди з незначним проникненням углиб. На переважно піщаних ґрунтах із кислим рН, практично від рівня моря до висоти 600 метрів.